# Unity (pogon igre)
Juniti je višeplatformski pogon igre sa ugrađenim IDE koji je proizveo Juniti Tehnolodžiz. Koristi se za razvoj video igara za veb plaginove, desktop platforme, konzole i mobilne uređaje. Razvijen je 2005. godine iz OS X-a (alat za razvoj igara) u višeplatformski pokretač igre.

## Karakteristike

### Renderovanje
Grafički pokretač koristi  , , i vlasnički API ( konzole ). Postoji podrška za "Bump" mapiranje, mapiranje refleksije, paralaks mapiranje, SSAO, dinamičke senke pomoću mapa senki.
Juniti podržava formate fajlova programa kao što su . Ovi formati se mogu dodati u projektu kreiranja igre i njima se može upravljati kroz grafički interfejs Junitija.
ShaderLab jezik se koristi za shader, podržava shader programe napisane u GLSL ili Cg. Shader uključuje više varijanti kao i deklarativne povratne specifikacije, koje omogućuju Junitiju da otkrije najbolju varijantu aktuelne grafičke karte. Ako nijedna nije kompatibilna, vraća na alterantivni shader kod koga će se "žrtvovati" karakteristike zarad performansi.

### Skriptovanje
Skriptovanje pokretača igre je izgrađeno na Mono-u, koji je open sors implementacija .NET Framework-a. Programeri mogu da koriste JunitiSkript (modifikovani jezik sa ECMAScript inspirisanom sintaksom, koji je softver nazvao JavaScript), C#( programski jezik), ili Boo(inspirisan Python sintaksom ).

### Praćenje sadržaja
Juniti takođe sadrži Juniti Server Sadržaja - rešenje kontrolne verzije za razvijanje sredstava i skripti igara. Koristi PostgreSql, zvučni sistem izgrađen na FMOD biblioteci (sa mogućnošću reprodukcije Ogg Vorbis kompresovanog zvuka), video reprodukciju koristeći Theora kodek, pokretač za izgled terena i vegetacije, ugrađeno lajtmapiranje i globalnu osvetljenost, multiplejer preko Raknet-a kao i ugrađene navigacione mreže.

### Platforme
[[Датотека:Pid - Attic.png|мини|десно|260п| je igra koja koristi Juniti pokretač i dostupna je za 
Juniti se može razvijati na više platformi. U okviru projekta, razvojni tim ima kontrolu nad isporukom ka mobilnim uređajima, veb pretraživačima, desktop računarima i konzolama. Juniti takođe omogućava podešavanje teksture kompresije i rezolucije na svim platformama koje igra podržava. Trenutno podržane platforme su  i Wii. Iako nije zvanično potvrđeno, Juniti takođe podržava PlayStation Vitu kao što se može videti u igrama Escape Plan i Oddworld:New n Tasty. Očekuje se podrška i za PlayStation 4 i Xbox One.

### 
Juniti takođe ima ugrađenu podršku za  pokretač sa dodatnom podrškom simulacije pomeranja odeće u realnom vremenu. Juniti 4.3 je predstavio podršku za  pokretač u 2D igrama.

## Verzije
Prva verzija Junitija je predstavljena na Eplovoj konferenciji "Worldwide Developers Conference" 2005. godine. Prvobitno je osmišljena da funkcioniše na Mac računarima, a kasnije je bila dovoljno uspešna da nastavi sa razvojem pokretača i alata za druge platforme. Juniti 3 je predstavljen u septembru 2010. godine i bio je fokusiran na tome da predstavi nešto više o alatima koje vrhunski studiji imaju na raspolaganju. Ovo je omogućilo kompaniji da osvoji interesovanje većih razvojnih timova pružajući nezavisnim i manjim timovima pokretač igre u pristupačnom paketu. Poslednja verzija Junitija, Juniti 4.0, objavljena je krajem 2012. godine, a uključuje dodatke kao što su Mecanim animacija i DirectX 11 podrška.

### Juniti 3.5
Juniti 3.5 je bio jedan od najvećih izdanja Juniti razvojne platforme koji je sadržao dodatne funkcije i poboljšanja postojeće tehnologije.One uključuju Shuriken particle sistem, navigacionu mrežu za pronalaženje putanja, izbegavanje prepreka, osvetljenje linearnog prostora, HDR renderovanje , višenitno renderovanje, svetlosne sonde, Google Native Client, visok nivo detalja, dodatak za Adobe Flash Player, GPU profajler i usmerene svetlosne mape.

### Juniti 4
Juniti 4 je najavljen 18. juna 2012. godine. Uključivao je nekoliko dodatnih tehnologija. Juniti 4 izdanje je kao i prethodna njegova izdanja sadržao nekoliko dodatnih ažuriranja, kao što je novi Retained GUI, koji će se pojaviti u budućoj 4.x verziji.
Nove karakteristike uključuju podršku za DirectX 11 i Mecanim animaciju. Poboljšanja pokretne grafike sadrže senke u realnom vremenu, sposobnost za korišćenje normalnih mapa i prefinjeni GPU profajler. Osim toga, dodatak za ugradnju Adobe Flasha je takođe pušten u Juniti 4.0 verziji. Dok je taj dodatak bio moguć za podržane beta alate Junitija 3.5, konačna verzija će zahtevati Juniti 4. Kruže glasine da će Juniti 4.2 verzija posedovati podršku za senke u besplatnoj verziji. Međutim, ona ima neka ograničenja kao što su ograničenje samo jednog usmerenog svetla i grubih senki.
Juniti 4 takođe obuhvata novu opciju ugradnje koja bi omogućila objavljivanje igara za Linux desktop računare. Dok ta opcija potencijalno može raditi na različitim verzijama Linux-a, razvoj je prvenstveno usmeren na Ubuntu. Takva opcija ugradnje će biti obezbeđena svim Juniti 4 korisnicima bez dodatnih troškova. Inženjeri iz Junitija rade na Ubuntu u Kanonskim timovima u vezi proizvodnje igara. Od verzije 4, Juniti radi u saradnji sa Fejsbukom na projektu poboljšanja Junitija na društvenim platformama pomoću svog Juniti Veb Plejera.

### Juniti 5
Juniti 5 je objavljen 3. marta 2015. godine i prema rečima razvojnog tima, predstavlja najveće poboljšanje do sada. Unapređene su grafičke i audio sposobnosti samog programa. Grafička unapređenja su fokusirana uglavnom na osvetljenje i teksture, dok audio poboljšanja nude optimizaciju i veću preglednost unutar audio editora. Korisnici sa profesionalnom verzijom dobijaju: pristup beta verzijama, tim licencu, Juniti Klaud Bild Pro, Juniti Analitiks Pro i još mnoge druge mogućnosti. Podrška je proširena na čak 21 različitu platformu.

### Juniti 2017.x
Verzija 2017 je donela mnogo novina koje olakšavaju rad u samom softveru. Jedna od njih je integrisanje Cinemachine paketa u Juniti koji znatno olakšava rad sa animacijama i kamerama. Takođe, sistem čestica u Junitiju je unapređen, pa se tako sada sprajtovi mogu koristiti kao čestice. Osim toga, čestice sada mogu korisiti fizičke komponente poput kolajdera, kao i primenjivati fizičke sile nad drugim objektima. Audio sistem je poboljšan i od ove verzije je moguće integrisati sferni zvučni izvor u scenu.

### Juniti 2018.x
U verziji 2018, grafičke sposobnosti Junitija su znatno unapređene pomoću alata pod imenom Shader Graph. Od ove verzije je moguće koristiti kvalitetniju grafiku za moćnije platforme poput personalnih računara i konzola za video igre. Rad sa animacijama je lakši uz pomoć novog grafikona animacija koji sada podržava uređivanje krivih pomoću tangenti. Sistem čestica je takođe unapređen, pa tako čestice sada mogu koristiti orbitalnu brzinu u svojim animacijama. Sam Juniti je optimizovan za bolje performanse prilikom rada sa velikim brojem objekata koji koriste fizičke komponente.

### Juniti 2019.x
Među najznačajnijim novinama u verzji 2019 se izdvaja Unity Physics, novi alat za upravljanje fizikom i animacijama u igrama. Kao i u prethodnim verzijama, poboljšani su alati za rad sa animacijama i grafikom. Prikaz teksta na korisničkom interfejsu je unapređen dubljom integracijom paketa Text Mesh Pro u Juniti koji nudi tekst boljeg kvaliteta koji je lak za menjanje i uređivanje. Takođe, multiplejer sistem je dosta poboljšan novim mogućnostima poput pridruživanja igri tokom igranja, optimizacije prenosa podataka i mnogih drugih. Podrška za Linuks operativne sisteme je proširena i optimizovana.

### Juniti
Juniti 4.3 izdanje, koje se pojavilo 12. novembra 2013. godine, predstavilo je 2D podršku. To izdanje uključuje podršku za Sprajtove, poboljšanu animaciju, 2D Physics i još mnogo toga. Razvojno okruženje je slično 3D pokretaču igre.

#### 
je Junitijeva tehnologija animacije koja je u razvoju već godinama. Prvo od strane kompanije istog imena, a zatim od strane Juntija u Kanadi. Tehnologija je osmišljena da doprinese prirodnom kretenju likova sa efikasnim interfejsom. Mecanim poseduje alate za izradu statičnih mašina, više vrsta drveća, IK riging i automatsko premeštanje animacije unutar Juniti editora.
Pored toga, niz premestivih animacija je bio dostupan u Juniti Prodavnici Sadržaja pri pokretanju alata. Mnoge od tih animacija koriste hvatanje kretanja i obezbeđene su od strane Juniti tehnolodžiz besplatno.

#### Ostala poboljšanja
- sistem podržava spoljne sile, savijanje normala i automatsko uništavanje
- Podrška 3D tekstura
- Navigacija: dinamičke prepreke i izbegavanje prioriteta
- Veće optimizacije Juniti GUI performansi i iskorišćenja memorije
- Dinamički fontovi na svim platformama sa oznakama sličnim
- Daljinsko otklanjanje grešaka na Juniti Veb Plejeru
- Prošireni inspektor modifikovanih klasa
- Poboljšani Cubemap importovani pajplajnovi
- Poboljšanja geometrijskih podataka za veliku memoriju i uštedu performansi
- Mreže mogu biti konstruisane od geometrije koja ne uključuje trouglove (efikasno renderuje tačke i linije)

## Zajednica
Juniti zajednica broji oko 2 miliona registrovanih programera zaključno sa januarom 2014. godine.

### Prodavnica sadržaja
Pokrenuta u novembru 2010, Juniti prodavnica sadržaja je resurs koji je dostupan u Juniti editoru. Prodavnica sadrži kolekciju od preko 12000 sadržaja, uključujući 3D modele, teksture i materijale, particle sisteme, muziku i zvučne efekte, uputstva i projekte, skripting pakete, proširenja za editor i usluge preko interneta.

## Dozvole
Postoje dve glavne dozvole za programere: Juniti Free i Juniti Pro. Juniti Pro je dostupan za 1500$. Juniti Free je besplatna osim ako korisnik nije komercijalna ogranizacija sa godišnjim bruto prihodom od preko 100.000$, ili obrazovna, akademska, neprofitabilna ili vladina institucija sa ukupnim godišnjim budžetom koji prelazi 100.000 američkih dolara.
Pro verzija sadrži dodatne funkcije, kao što su render-to-texture, uništavanje okluzije, globalno osvetljenje i efekte post-obrade. Besplatna verzija, s druge strane, prikazuje početni ekran (u samostalnim igrama) i vodeni žig (u veb igrama) koji ne može biti izmenjen ili isključen.
Obe verzije uključuju razvojno okruženje, uputstva, uzorke projekata i sadržaja, podršku putem veb foruma, pristup wiki stranicama, i buduća ažuriranja.
U maju 2013. godine Juniti Tehnolodžiz je objavio da će Juniti za Android, iOS, Windows Phone, BlackBarry 10 i Windows Store sadržati besplatnu Juniti dozvolu. Juniti Pro dozvola će i dalje biti obavezna u slučaju kupovine Android Pro ili iOS Pro dozvole. Međutim, od 23. aprila 2013. godine, Juniti više nema Adobe Flash podršku zbog kako oni kažu,"ne vide da se Adobe zalaže za razvoj u budućnosti."
Izvorni kod, PlayStation 3, Xbox 360, Wii U i Wii dozvole su dogovarane u zavisnosti od slučaja do slučaja.

## Obrazovanje
Juniti pruža besplatne obuke na njihovom sajtu. Dokumentacija za klase pokretača igre i interfejsi su takođe dostupni preko interneta.

## Literatura
- https://web.archive.org/web/20140525185552/http://unity3d.am/history/
- Zvanični sajt. http://unity3d.com
- https://web.archive.org/web/20140601005034/http://www.aicit.org/IJIIP/ppl/IJIIP155PPL.pdf
- Zvanični blog. https://blogs.unity3d.com/2015/03/03/unity-5-launch/
- Podaci o verziji 5.0. https://unity3d.com/unity/whats-new/unity-5.0 Архивирано на веб-сајту  (17. октобар 2017)
- Podaci o verziji 2017.x https://unity3d.com/unity/whats-new/unity-2017.1.0 Архивирано на веб-сајту  (24. март 2022)
- Podaci o verziji 2018.x https://unity3d.com/unity/whats-new/unity-2018.1.0 Архивирано на веб-сајту  (9. мај 2019)
- Podaci o verziji 2019.x https://unity3d.com/unity/whats-new/2019.1.0

## Spoljašnje veze
- Званични веб-сајт
- Reference Juniti skripta
- Juniti 3D igre Архивирано на веб-сајту  (26. април 2014)